# بخش ریز
بخش ریز یکی از بخش‌های شهرستان جم در استان بوشهر در جنوب کشور ایران است.
بخش ریز نیمه غربی شهرستان جم را تشکیل می‌دهد. این شهرستان در منتهی‌الیه جنوب شرقی استان بوشهر واقع است بخش ریز از شمال با شهرستان فیروز آباد فارس؛ از سوی جنوب با شهرستان دیر؛ از غرب با بخش مرکزی شهرستان جم همجوار است و به مساحت ۸۵۰ کیلومتر مربع و بالغ بر ۱۲۰۰۰ نفر جمعیت و از دو شهر (ریز و انارستان) و ۲۲ روستای کوچک و بزرگ است. زبان مردم ریز لری می‌باشد.

## تقسیمات کشوری
- بخش ریز
  - دهستان ریز
  - دهستان انارستان
  - دهستان تشان

شهرها: ریز - انارستان

## جمعیت
بنابر سرشماری مرکز آمار ایران، جمعیت بخش ریز شهرستان جم در سال ۱۳۹۵ برابر با ۱۲٫۹۷۳ نفر بوده است.